# Балаковская АЭС
Балако́вская АЭС — атомная электростанция, расположенная в 12.5 км от города Балаково Саратовской области, на левом берегу Саратовского водохранилища. Расстояние до Саратова — 145 км. Является одной из крупнейших АЭС в России по выработке электроэнергии — более 30 млрд кВт·ч ежегодно, что обеспечивает четверть производства электроэнергии в Приволжском федеральном округе и составляет шестую часть выработки всех АЭС России. Среди крупнейших электростанций всех типов в мире занимает 51-ю позицию. Первый энергоблок БалАЭС был включён в Единую энергосистему СССР в декабре 1985 года, четвёртый блок в 1993 году стал первым введённым в эксплуатацию в России после распада СССР.
Суммарная установленная мощность станции — 4 000 МВт, все блоки станции работают на данном повышенном уровне тепловой мощности — 104 % от номинальной.
Балаковская АЭС является филиалом концерна АО «Концерн Росэнергоатом».
На станции трудятся около 3300 человек, более 60 % которых имеют высшее или среднее профессиональное образование.
В 2018 году выработка электроэнергии составила 31,861 млрд кВт·ч, КИУМ — 90,9 %.

## Информация об энергоблоках
| Энергоблок | Тип реакторов | Мощность | Мощность | Начало строительства | Подключение к сети                       | Ввод в эксплуатацию                      | Закрытие                                 |
| Энергоблок | Тип реакторов | Чистая   | Брутто   | Начало строительства | Подключение к сети                       | Ввод в эксплуатацию                      | Закрытие                                 |
| ---------- | ------------- | -------- | -------- | -------------------- | ---------------------------------------- | ---------------------------------------- | ---------------------------------------- |
| Балако́во-1 | ВВЭР-1000/320 | 950 МВт  | 1000 МВт | 01.12.1980           | 28.12.1985                               | 23.05.1986                               | 2045 (план)                              |
| Балако́во-2 | ВВЭР-1000/320 | 950 МВт  | 1000 МВт | 01.08.1981           | 08.10.1987                               | 18.01.1988                               | 2043 (план)                              |
| Балако́во-3 | ВВЭР-1000/320 | 950 МВт  | 1000 МВт | 01.11.1982           | 25.12.1988                               | 08.04.1989                               | 2048 (план)                              |
| Балако́во-4 | ВВЭР-1000/320 | 950 МВт  | 1000 МВт | 01.04.1984           | 11.04.1993                               | 22.12.1993                               | 2053 (план)                              |
| Балако́во-5 | ВВЭР-1000/320 | 950 МВт  | 1000 МВт | 01.04.1987           | Строительство приостановлено в 1992 году | Строительство приостановлено в 1992 году | Строительство приостановлено в 1992 году |
| Балако́во-6 | ВВЭР-1000/320 | 950 МВт  | 1000 МВт | 01.05.1988           | Строительство приостановлено в 1992 году | Строительство приостановлено в 1992 году | Строительство приостановлено в 1992 году |

## Расположение
Балаковская АЭС размещена на левом берегу Саратовского водохранилища. Расстояние от АЭС до районного центра, города Балаково — 8 км, до областного, города Саратова — 150 км. Ближайшими населёнными пунктами являются сёла Натальино (в 3 км юго-западнее) и Матвеевка (в 4,5 км северо-восточнее). В 2,5—3 км от БалАЭС проходит Государственная лесополоса, за которой расположены орошаемые пахотные земли. Основные транспортные сети составляет река Волга и пересекающие её железнодорожные линии Приволжской железной дороги, идущие из центральных районов на восток и юго-восток России.
Техническое водоснабжение, что чрезвычайно существенно для водо-водяных энергетических реакторов, осуществляется по замкнутой схеме с использованием водохранилища-охладителя, образованного путём отсечения дамбами мелководной части Саратовского водохранилища.
Район, в котором расположена БалАЭС, относится к 5-балльной сейсмической зоне с периодом повторения 1 раз в 100 лет и к 6-балльной зоне с периодом повторения раз в 10 000 лет.
Месторасположение станции было выбрано из следующих основных условий: расположения с подветренной стороны по отношению к крупному населённому пункту; хорошей продуваемости; ровного рельефа поверхности земли; глубокого стояния грунтовых вод; размещения в зоне, ограниченной возможностью организации водоохладителя; размещения на малоценных сельскохозяйственных землях (солончаки, овраги и т. п.); выполнения санитарно-защитных зон до окружающих населённых пунктов без их сноса.

## Размещение и компоновка
Четыре главных корпуса (энергоблока) Балаковской АЭС, выполненные в виде моноблоков, состоящих из реакторного и машинного отделений, размещены вдоль береговой линии с ориентацией последних в сторону водохранилища-охладителя. Между главными корпусами и водоёмом расположены блочные (береговые) насосные станции, трубопроводы технического водоснабжения и дороги. Также на территории станции расположены спецкорпус, лабораторно-бытовой, административно-бытовой и объединённый вспомогательный корпуса.
Каждый моноблок главного корпуса состоит из реакторного и машинного отделений и включает следующее основное оборудование:
- водо-водяной корпусной реактор типа ВВЭР-1000,
- турбоустановку типа К-1000-60/1500,
- генератор типа ТВВ-1000-4.

Реакторное отделение состоит из герметичной и негерметичной частей. В герметичной части, называемой обычно гермооболочкой или гермообъёмом, располагается оборудование первого контура и реактор. Гермооболочка выполнена в виде цилиндра внутренним диаметром 45 метров и высотой 52 м, с отметки 13,2 м над уровнем земли, где находится её плоское днище, до отметки 66,35 м, где находится вершина её куполообразного верха. Негерметичная часть, называемая обстройкой, асимметрично окружает оболочку и представляет собой в плане квадрат со стороной в 66 м. Обстройка уходит под землю на 6,6 м и возвышается на 41,4 м, внутрь неё предусмотрен железнодорожный въезд для доставки грузов под гермооболочку, в днище которой имеется большой транспортный люк. На обстройке располагается вентиляционная труба для сдувок из производственных помещений, диаметром 3 м, с относительной отметкой верха 100 м. Между реакторными отделениями энергоблоков находятся резервные дизельные электростанции для аварийного электроснабжения.
Машинное отделение, примыкающее к реакторному, представляет собой в плане прямоугольник со сторонами 156 и 51 м, его высота составляет 42 м. Компоновка машинного зала предусматривает продольное расположение турбины, также в нём находится деаэраторная этажерка и примыкающая сбоку этажерка электротехнических устройств. Оборудование второго контура в машзале расположено открыто, так как он не радиоактивен. Машинный зал имеет железнодорожный и автомобильные въезды, технологические связи с общестанционными объектами осуществлены открытыми эстакадами трубопроводов. Также к главным корпусам примыкают площадки открытой установки трансформаторов.
За главными корпусами находится технический водоём-охладитель площадью 24,1 км², вода из которого по открытым подводящим каналам поступает к четырём блочным насосным станциям, располагающимся на его берегу. Эти насосные станции обеспечивают технической водой неответственных потребителей. Для технического водоснабжения ответственных потребителей (оборудования, в том числе и аварийного, перерыв в водоснабжении которого не допускается в любых режимах работы) используется специальная замкнутая оборотная система, включающая в себя брызгальные бассейны и насосные станции, и занимающая большую площадь в небольшом отдалении от главных корпусов.
Спецкорпус расположен вдоль торцов главных корпусов со стороны реакторных отделений и отделён от них железнодорожными путями, автодорогами и инженерными сетями. Спецкорпус разделяет производственные помещения на зону свободного доступа и зону контролируемого доступа, в которую можно попасть только через санитарно-бытовой блок с санпропускниками, душевыми, помещениями для переодевания и хранения одежды. Реакторные отделения энергоблоков относятся к зоне контролируемого доступа, проход в них возможен только по переходным эстакадам из спецкорпуса. Также в спецкорпусе располагаются ремонтные мастерские контролируемого доступа, узел свежего ядерного топлива и другие помещения. Выход из спецкорпуса возможен только через несколько постов дозиметрического контроля.
Среди других сооружений на территории станции можно отметить газовый корпус, азотно-кислородную станцию и пуско-резервную котельную, использовавшуюся при пуске АЭС. Общая площадь огороженной промышленной площадки составляет 68 гектар с плотностью застройки 34 %. Также станция располагает большим зданием учебно-тренировочного центра на некотором отдалении от промплощадки и множеством инженерных сооружений на различных расстояниях от неё, например, артезианскими скважинами для добычи питьевой воды, станциями автоматизированного радиационного контроля и другими, с учётом которых общая площадь, занимаемая БалАЭС, равна 487,4 га.

## Конструкция
Балаковская АЭС — сложный и масштабный комплекс различных технологических систем, оборудования, устройств, сооружений, предназначенный для выработки электроэнергии. Условно его основное оборудование можно разделить на реакторную и турбогенераторную части, расположенные соответственно в реакторном и машинном отделениях; во всех технологических системах используется электрооборудование и оборудование тепловой автоматики и измерений. Также важную роль играет химическая часть, системы технического водоснабжения, сжатого воздуха и другие. На всех блоках обеспечивается полная автоматизация контроля и управления технологическими процессами.
Технологическая схема каждого блока двухконтурная. Первый контур является радиоактивным, в него входит водо-водяной энергетический реактор ВВЭР-1000 тепловой мощностью 3000 МВт и четыре циркуляционных петли охлаждения, по которым через активную зону с помощью главных циркуляционных насосов прокачивается теплоноситель — вода под давлением 16 МПа (160 кгс/см²). Температура воды на входе в реактор равна 289 °C, на выходе — 320 °C. Циркуляционный расход воды через реактор составляет 84000 т/ч. Нагретая в реакторе вода направляется по четырём трубопроводам в парогенераторы. Давление и уровень теплоносителя первого контура поддерживаются при помощи парового компенсатора давления.
Второй контур — нерадиоактивный, состоит из испарительной и водопитательной установок, блочной обессоливающей установки и турбоагрегата электрической мощностью 1000 МВт. Теплоноситель первого контура охлаждается в парогенераторах, отдавая при этом тепло воде второго контура. Насыщенный пар, производимый в парогенераторе, с давлением 6,4 МПа и температурой 280 °C подаётся в сборный паропровод и направляется к турбоустановке, приводящей во вращение электрогенератор. Во второй контур также входят конденсатные насосы первой и второй ступеней, подогреватели высокого и низкого давления, деаэратор, турбопитательные насосы.

### Реакторное оборудование
Реакторная установка В-320 с технологическими системами и вспомогательным оборудованием располагается в помещениях реакторного отделения, представляющего собой сооружение особой конструкции.

#### Сооружения
Естественное основание из слоя слабых суглинков под реакторным отделением при строительстве было замещено подушкой из доломитизированного известнякового щебня с модулем деформации 40 МПа. Основанием подушки послужили глины пойменной фации с мощностью 8-11 м и модулем деформации 25 МПа, ниже него залегает русловая фация мощностью от 12 до 18 метров с мелкими и пылеватыми песками средней плотности и модулем деформации также равным, 25 МПа. Подушка возводилась слоями по 30-35 см при постоянном контроле модуля деформации и степени уплотнения, которое осуществлялось гружёным автотранспортом и скреперами; в процессе сооружения обеспечивалось глубинное водопонижение.
Фундамент представляет собой жёсткую коробчатую конструкцию от отметки −6,6 м до 13,2 м из сборно-монолитного железобетона класса В-20 толщиной 2,4 м и разделён внутренними диафрагмами стен и перекрытий. Подземная часть фундамента снаружи покрыта гидроизоляцией из профилированного полиэтилена. Масса, на которую рассчитана прочность фундамента, составляет 234 тысячи тонн, с возможным коэффициентом перегрузки 1,1. Верхняя часть фундамента на отметке 13,2 метра перекрыта сплошной железобетонной плитой такого же размера и толщины, что и плита в основании. Она является опорной частью для расположенной выше гермооболочки и выполнена с использованием пространственных арматурных блоков, с нижней стороны облицованных листовой углеродистой сталью.
Герметичная оболочка является локализующей системой безопасности и предназначена для предотвращения выхода радиоактивных веществ при тяжёлых авариях с разрывом крупных трубопроводов первого контура и удержания в зоне локализации аварии среды с высоким давлением и температурой. Она имеет цилиндрическую форму и состоит из предварительно напряжённого железобетона толщиной 1,2 метра, общий объём — 67 000 м³. Внутренняя поверхность гермооболочки полностью покрыта облицовкой из углеродистой стали толщиной 8 мм, нижняя часть закрыта бетоном и покрыта ещё одним слоем листовой облицовки толщиной 4 мм, имеющим антикоррозионное эпоксидное покрытие по алюминиевому подслою. Гермооболочка поднята на отметку 13,2 метра для возможности загрузки и выгрузки ядерного топлива и оборудования, для чего в нижней части имеет герметичный люк. Напряжение оболочки осуществляется сложно расположенными (в куполе — геликоидально, в цилиндрической части — по винтовой линии) арматурными пучками (тросами) из высокопрочной стальной проволоки, в каждом пучке 450 проволок толщиной 5 мм, проектные усилия на каждом — 1000 тонн, что обеспечивается специальным механизмом натяжения. Гермооболочка имеет два шлюза для прохода персонала, основной и аварийный, а также сложную систему кабельных и трубопроводных проходок для сообщения с технологическими системами, располагающимися в обстройке.

#### Реактори оборудование 1-го контура
На Балаковской АЭС используется модернизированный серийный ядерный реактор ВВЭР-1000 с водой под давлением, который предназначен для выработки тепловой энергии за счёт цепной реакции деления атомных ядер. Реактор водо-водяной, гетерогенный, корпусной, на тепловых нейтронах, с водой в качестве теплоносителя, замедлителя и отражателя нейтронов. Регулирование мощности реактора осуществляется изменением положения в активной зоне кластеров из стержней с поглощающими элементами, стальными трубками с карбидом бора, а также изменением концентрации борной кислоты в воде первого контура. Проектировщик — ОКБ «Гидропресс». Изготовители — производственное объединение «Ижорские заводы» (г.Санкт-Петербург) и «Атоммаш» (г.Волгодонск).
Параметры реактора — номинальное давление 16 МПа, температура — 286—320 °C (средний подогрев около 30 °C). Тепловая мощность — 3000 МВт, расход воды через активную зону примерно 84000 т/ч. Наружный диаметр корпуса — 4535 мм, высота реактора в сборе — 19137 мм, масса корпуса — 320 т, толщина около 200 мм, он изготовлен из стали 15Х2НМФА с легирующими добавками хрома, молибдена и ванадия, внутренняя поверхность покрыта антикоррозизионной наплавкой толщиной 7-9 мм.
Основные узлы реактора:
- корпус;
- внутрикорпусные устройства (шахта, выгородка, блок защитных труб);
- активная зона;
- верхний блок;
- каналы внутриреакторных измерений;
- блок электроразводок.

Реактор представляет собой вертикальный цилиндрический сосуд с эллиптическим днищем, внутри которого находится активная зона и внутрикорпусные устройства. Сверху он закрыт герметичной крышкой, закреплённой шпильками, на которой располагаются электромагнитные приводы механизмов органов регулирования и защиты реактора и патрубки для вывода кабелей датчиков внутриреакторного контроля. В верхней части корпуса находятся патрубки для подвода и отвода теплоносителя, по два на каждую из четырёх петель, и патрубки для аварийного подвода теплоносителя.
Активная зона реактора состоит из 163 тепловыделяющих сборок, каждая из которых включает 312 тепловыделяющих элементов и имеет 18 трубчатных каналов для входа органов регулирования, 61-го поглощающего элемента. Масса каждой ТВС около 760 кг, объём конструкции — 80 литров, габаритный объём — 170 л. ТВЭЛы содержат таблетки ядерного топлива из диоксида урана, обогащённого по 235-му изотопу до 4,4-5,5 %.
В состав оборудования реакторной установки входят четыре парогенератора ПГВ-1000М, предназначенные для выработки насыщенного пара давлением 6,4 МПа с влажностью 0,2 % при температуре питательной воды 220 °C. Часть парогенератора с такими параметрами относится ко второму контуру, другая же часть, нагревающая питательную воду, относится к первому контуру. Тепловая мощность каждого парогенератора 750 МВт, паропроизводительность — 1470 т/ч, масса без опор — 322 т, с опорами и полностью заполненного водой — 842 т. Изготовитель — завод им. Орджоникидзе (г.Подольск).
Принудительная циркуляция теплоносителя осуществляется за счёт работы четырёх главных циркуляционных насосов ГЦН-195М, изготовленных производственным объединением «Насосэнергомаш» (г.Сумы), каждый производительностью 20 000 м³/ч, с давлением на всасе 156 кгс/см² и напором около 6,75 кгс/см², частота вращения 1000 об/мин. Потребляемая мощность насоса — 7 МВт, масса — 140 т. Электродвигатель — ВАЗ 215/109-6АМО5. Каждый насос связан с множеством технологических систем для обеспечения его работоспособности и имеет собственную маслосистему с общим расходом масла около 28 м³/ч.
Также в состав первого контура входят главные циркуляционные трубопроводы внутренним диаметром 850 мм, система компенсации давления с баком-барботером и сложным импульсным предохранительным устройством, множество разнообразной запорной, регулирующей, защитной и предохранительной арматуры, различные датчики, термопары и другое оборудование. Все крупные устройства и трубопроводы оснащены гидроамортизаторами, сложной системой опор, подвесок, ограничителей и другого оборудования для защиты от землетрясений, воздействия реактивных сил и летящих предметов при разрушении оборудования. Первый контур связан с большим количеством обеспечивающих его работоспособность и безопасность крупных технологических систем.

#### Основные системы
Кроме основного оборудования в реакторном отделении находятся системы, обеспечивающие его работу, и системы безопасности. Большинство вспомогательных систем и все системы безопасности имеют по три независимых канала в соответствии с принципом резервирования, при этом физически и пространственно разделены и дублируют некоторые функции друг друга, работая на разных принципах. Основные системы реакторного отделения Балаковской АЭС:
Системы безопасности
- система аварийно-планового расхолаживания;
- пассивная часть САОЗ (система гидроаккумуляторов аварийного охлаждения активной зоны);
- спринклерная система;
- группы аварийного ввода бора;
- группы аварийного впрыска бора;
- система аварийного паро-газоудаления;
- система аварийной питательной воды парогенераторов;
- система техводы ответственных потребителей;

Вспомогательные системы
- система продувки-подпитки первого контура, включающая мощные подпиточные насосы с собственной маслосистемой;
- система расхолаживания бассейна выдержки;
- система высокотемпературной байпасной очистки теплоносителя первого контура;
- система очистки продувочной воды первого контура;
- система организованных протечек;
- система промконтура;
- система маслоснабжения главных циркуляционных насосов;
- система продувки парогенераторов;
- система дожигания водорода;
- система спецгазоочистки;
- система спецканализации реакторного отделения;
- система маслоснабжения реакторного отделения;
- система сжатого воздуха на пневмопривода;
- система боросодержащей воды и борного концентрата;
- система дистиллята;
- узел реагентов реакторного отделения;
- система вентиляции реакторного отделения.

### Ядерное топливо
Ядерное топливо для Балаковской АЭС производится Новосибирским заводом химконцентратов и поставляется компанией «ТВЭЛ». Балаковская АЭС — локомотив российских исследований в области использования ядерного топлива, в разные годы на ней проходило опытную эксплуатацию большое количество новейших разработок. На АЭС первой внедрялось в промышленную эксплуатацию всё топливо для реакторов ВВЭР-1000, использующееся на АЭС России и других стран.

#### Общие сведения
На АЭС ядерное топливо приходит в виде сложных машиностроительных изделий — тепловыделяющих сборок (ТВС), состоящих из тепловыделяющих элементов (ТВЭЛов), содержащих таблетки из диоксида урана, слабообогащённого по 235-му изотопу.
Применяющиеся на БалАЭС бесчехловые ТВС представляют собой шестигранник длиной около 4,5 м и массой около 760 кг, с размером «под ключ» 234 мм, общее их число в активной зоне — 163. Каждая состоит из 312 ТВЭЛов и имеет 18 трубчатных каналов для входа органов регулирования (поглощающих элементов, ПЭЛов). ТВЭЛ представляет собой трубку из циркония, легированного ниобием наружным диаметром 9,1 мм, внутри него находится столб из топливных таблеток, каждая высотой 20 мм и диаметром 7,57 мм с отверстием 1,5 мм в середине. ПЭЛы такого же диаметра содержат уплотнённый порошок карбида бора и, в нижней части, титанат диспрозия. В активной зоне 61 орган регулирования, в каждом пучке 18 поглощающих стержней. Также в ТВС в различной форме присутствует выгорающий поглотитель, необходимый для выравнивания величины энерговыделения в течение топливной кампании, первоначально в виде стержней с выгорающим поглотителем (СВП), позднее его стали вносить непосредственно в топливную матрицу. По заводской терминологии ТВС с ПЭЛами и СВП в сборе называют кассетами.
Перегрузка топлива осуществляется частями, в конце борной кампании реактора треть ТВС выгружается и такое же количество свежих сборок загружается в активную зону, для этих целей в гермооболочке имеется специальная перегрузочная машина МПС-В-1000-3, изготовленная ПО «Атоммаш». При загрузке свежих ТВС полностью меняют конфигурацию топлива в активной зоне, приводя её в состояние, рассчитанное в специальном комплексе промышленного программного обеспечения «КАСКАД» разработки Курчатовского института. Сложнейшие нейтронно-физические и технико-экономические расчёты производятся на годы вперёд, в соответствии с ними заводу заказываются ТВС с различными обогащениями, содержаниями поглотителя и другими характеристиками.
После выгрузки из активной зоны реактора отработанного топлива его помещают в специальный бассейн выдержки, располагающийся рядом с реактором. В отработавших ТВС содержится большое количество продуктов деления урана, сразу после выгрузки каждый ТВЭЛ в среднем содержит 1,1⋅1016 Бк радиоактивных веществ, с мощностью тепловыделения 100 КВт. За счёт этой энергии использованное ядерное топливо имеет свойство саморазогреваться до больших температур без принятия специальных мер (недавно выгруженное топливо может разогреться на воздухе примерно до 300 °C) и является высокорадиоактивным, поэтому его хранят 3-4 года в бассейнах с определённым температурным режимом под слоем воды, защищающим персонал от ионизирующего излучения. По мере выдержки уменьшается радиоактивность топлива и мощность его остаточного тепловыделения. Обычно через 3 года, когда саморазогрев ТВС сокращается до 50-60 °C, его извлекают и отправляют для хранения, захоронения или переработки.

#### Развитие конструкции
Первоначально на Балаковской АЭС использовались ТВС со стержнями с выгорающим поглотителем (СВП), в которых только центральная трубка, оболочки ТВЭЛов и СВП изготавливались из циркониевого сплава Э110, всё остальное — из нержавеющей стали типа 08Х18Н10Т (для оболочек ПЭЛов — 06Х18Н10Т). Внутри трубок СВП находится размешанный в расплаве алюминиевого сплава ПС-80 порошок диборида хрома с содержанием бора во всей смеси 1,5 %. Максимальное обогащение ураном-235 при этом составляло 4,4 %. Такая конструкция обеспечивала среднюю глубину выгорания около 43 МВт·сут/кг и продолжительность кампании около 290 эф.суток.
С начала 90-х годов для АЭС с ВВЭР-1000 создавалось усовершенствованное топливо, УТВС, в которых направляющие каналы и дистанционирующие решётки изготавливались из циркониевого сплава вместо стали, кроме того, УТВС стали разборными. В остальном конструкция не претерпела существенных изменений. На Балаковскую АЭС такое топливо первой среди АЭС России в 1993 году поступило в эксплуатацию. С 1994 года, также впервые среди АЭС России, на БалАЭС стали применять УТВС с выгорающим поглотителем — оксидом гадолиния, вносимым непосредственно в топливную матрицу, вместо СВП. Эти усовершенствования позволили несколько увеличить глубину выгорания и продолжительность кампании до 330 эф.суток и дали ещё несколько важных технических преимуществ, однако не решили серьёзную проблему механического искривления ТВЭЛов в результате радиационного распухания топлива.
Следующим этапом совершенствования тепловыделяющих сборок стало создание ТВС-2, поступивших на БалАЭС в 2003 году, также первой среди АЭС России. Конструкция сборок была существенно изменена, для решения проблемы искривления каркас был выполнен жёстким с помощью специальных технических решений и замены материала, ТВС-2 стали изготавливать полностью из нового циркониевого сплава Э-635. Такая конструкция позволила решить многие серьёзные технические проблемы, в том числе искривления, существенно увеличить глубину выгорания топлива, примерно до 50 МВт·сут/кг и продолжительность кампании до 360—370 эф.суток, что стало серьёзным шагом на пути к внедрению 18-месячной топливной кампании.
С 2009 года на БалАЭС внедрены в эксплуатацию ТВС-2М, усовершенствованные ТВС-2, созданные с целью реализации 18-месячного топливного цикла (около 510 эф.суток) при работе на мощности 104 % от номинальной. Новые сборки имеют удлинённый на 150 мм топливный столб, увеличенное до 5 % (в перспективе до 6 %) максимальное обогащение и ряд улучшенных технико-экономические показателей, позволяющих обеспечить топливные циклы с максимальной глубиной выгорания до 70 МВт·сут/кг.

#### MOX-топливо
С 1996 года Балаковская АЭС рассматривалась в качестве пилотного проекта по внедрению MOX-топлива в рамках международных соглашений по утилизации оружейного плутония, научные изыскания в этом направлении велись в Ок-Риджской национальной лаборатории в США и Курчатовским институтом в России после договорённости об этом между президентами стран в 1998 году. В 2000 году на встрече глав «Большой восьмёрки» было достигнуто соглашение между главами США и России о реакторной утилизации 34 тонн плутония до 2024 года, 20 т из них на БалАЭС, для чего планировалось построить завод по производству MOX-топлива на базе Сибирского химического комбината ориентировочной стоимостью 1 млрд$ общими усилиями стран «Большой восьмёрки». В 2003 году американской стороной было выделено 200 млн$, российской стороной были начаты работы по проектированию завода, однако проект до сих пор не реализован по многочисленным технико-экономическим причинам.

### Турбинное оборудование
Турбоустановка с технологическими системами, обеспечивающим и вспомогательным оборудованием располагается в здании машинного отделения.

#### Турбинаи оборудование 2-го контура
На Балаковской АЭС используется турбина К-1000-60/1500-2, изготовленная Харьковским турбогенераторным заводом, номинальной мощностью 1114 МВт с частотой вращения 1500 мин-1 и максимальным расходом свежего пара 6430 т/ч.
Пар с давлением 5,9 МПа и влажностью 0,5 % из четырёх парогенераторов по паропроводам через стопорно-регулирующие клапаны подводится в середину двухпоточного симметричного цилиндра высокого давления (ЦВД) турбины, где после расширения с давлением 1,2 МПа и влажностью 12 % направляется к четырём сепараторам-пароперегревателям (СПП), в которых после осушки пара (конденсат для использования его теплоты отводится в деаэратор) осуществляется его двухступенчатый перегрев, в первой ступени паром первого отбора с давлением 3 МПа и температурой 234 °C, во второй — свежим паром. Образовавшийся конденсат греющего пара направляется в подогреватели высокого давления (ПВД) для передачи его теплоты питательной воде. Основной же перегретый пар при параметрах 1,13 МПа и 250 °C поступает в две ресиверные трубы, расположенные по бокам турбины, а из них — через стопорные поворотные заслонки — в три одинаковых двухпоточных цилиндра низкого давления (ЦНД). Далее из каждого ЦНД пар поступает в свой конденсатор, каждый из которых имеет охлаждающую поверхность площадью 33 160 м2 с расходом охлаждающей воды 169 800 м3/ч. Регенеративная система установки состоит из четырёх подогревателей низкого давления (ПНД), деаэратора и двух групп ПВД. Питательная вода в ПВД подаётся двумя турбопитательными насосами мощностью около 12 МВт каждый, их приводная турбина питается перегретым паром, отбираемым за СПП, и имеет собственный конденсатор.
Турбопитательные насосы предназначены для подачи питательной воды из деаэратора в парогенераторы через систему регенеративных подогревателей высокого давления, их два на каждый энергоблок. Изготовитель — производственное объединение «Насосэнергомаш» (г.Сумы). Каждый насос состоит из двух, главного ПТА 3750-75 и предвключённого (бустерного) ПТА 3800-20, все вместе они образуют единый агрегат, приводимый в действие конденсационной турбиной К-12-10ПА (ОК-12А) производства Калужского турбинного завода. Производительность каждого турбопитательного насоса около 3800 м3/ч, у предвключённых насосов частота вращения 1800 мин-1, развиваемое давление 1,94 МПа; у главных — 3500 мин-1 и 7,33 МПа. Турбопитательный агрегат весьма массивен и имеет собственную маслосистему, а его турбина — конденсатор. Для блоков с ВВЭР-1000 резервных насосов не предусмотрено, что связано с необходимостью прогрева турбопривода перед включением, поэтому при выходе из строя одного из них мощность энергоблока снижается на 50 %. Для аварийных режимов, режимов пуска и расхолаживания предусмотрены вспомогательные питательные электронасосы.

#### Основные системы
Турбоустановка — масштабное и мощное оборудование, включающее в свой состав множество основных и обеспечивающих технологических систем. Турбопитательный агрегат также имеет множество обеспечивающих его работу систем, ниже они не указаны. Технологические системы:
Основные
- системы главных паропроводов и сброса пара в конденсаторы;
- системы паропроводовов собственных нужд и расхолаживания;
- системы вакуумная турбоагрегата и подачи пара на эжектора и уплотнения;
- системы основного коденсата и смазки подшипников конденсатных насосов 2-й ступени;
- система регенерации низкого давления;
- деаэрационно-питательная установка;
- система питательной воды;
- система регенерации высокого давления;
- системы отборов турбины и питания приводов обратных клапанов;
- система промежуточного перегрева пара;
- система сепарации и конденсата греющего пара;
- система гидравлическая и электрогидравлическая регулирования турбоагрегата;
- система защиты турбоагрегата.

Маслосистемы
- системы маслоснабжения машзала и очистки масла;
- система смазки подшипников турбогенератора и гидроподъёма роторов;
- система уплотнения вала турбогенератора;
- система маслоснабжения системы автоматического регулирования и защиты.

Обеспечивающие
- система циркуляционной воды;
- система шарикоочистки конденсаторов турбоагрегата;
- система техводоснабжения неответственных потребителей и промывочной воды вращающихся сеток;
- система химобессоленой воды;
- система водяного охлаждения обмотки статора турбогенератора;
- система газоохлаждения турбогенератора.

### Электросиловое оборудование
Электрооборудование АЭС в целом мало отличается от оборудования тепловых электростанций, за исключением повышенных требований к надёжности и необходимости мгновенно и бесперебойно обеспечивать некоторые системы электропитанием даже в случаях полной потери собственных нужд из-за остановки реактора или проблем в электрической части. Электрооборудование и электросхемы БалАЭС имеют чрезвычайно развитую структуру, в которую входит большое количество силового оборудования и устройств релейной защиты и автоматики с обилием разнообразных агрегатов как собственно для выработки электроэнергии, так и для обеспечения работы реакторного и турбинного отделений. Выдача мощности Балаковской АЭС осуществляется через шины ОРУ-220/500 кВ в объединённую энергосистему Средней Волги. Шины высокого напряжения 220 и 500 кВ являются узловыми в энергосистеме и связывают Саратовскую энергосистему с Ульяновской, Самарской, Волгоградской и Уральской. Через шины может осуществляться переток мощности из одной энергосистемы в другую и выдача избыточной мощности Саратовской ГЭС.

#### Турбогенератор и основное электрооборудование
На БалАЭС установлены трёхфазные синхронные турбогенераторы ТВВ-1000-4УЗ, изготовленные заводом «Электросила» (г.Санкт-Петербург), предназначенные для выработки электроэнергии при непосредственном соединении с паровыми турбинами. Активная мощность — 1000 МВт, напряжение 24 кВ, частота вращения ротора 1500 мин-1.
Генератор представляет собой трёхфазную неявнополюсную электрическую машину, состоящую из неподвижной части (статора), которая включает в себя сердечник и обмотку и подключается к внешней сети, и вращающейся части (четырёхполюсного ротора), на которой расположена обмотка возбуждения, питаемая постоянным током. Механическая энергия, передаваемая от вала турбины на вал ротора генератора, преобразуется в электрическую электромагнитым путём: в обмотке ротора под действием электрического тока создаётся магнитный поток, который, пересекая обмотку статора, наводит в ней ЭДС. Генератор состоит из статора, торцевых щитов, ротора, выводов с нулевыми трансформаторами тока и гибкими перемычками, газоохладителей, опорного подшипника, уплотнений вала и фундаментных плит. Возбуждение генератора осуществляется от бесщёточного возбудителя типа БВД-1500, состоящего из синхронного генератора обращённого исполнения и вращающегося выпрямителя. Работу генератора обеспечивают следующие системы:
- водородного охлаждения генератора;
- водяного охлаждения обмотки статора генератора;
- газоохлаждения генератора;
- уплотнения вала генератора;
- смазки подшипников генератора;
- охлаждения выводов генератора;
- возбуждения генератора.

К каждому турбогенератору через генераторные выключатели КАГ-24-30-30000УЗ подключается два повышающих трёхфазных трансформатора ТЦ-630000/220 (энергоблок 1) и ТЦ-630000/500 (энергоблоки 2,3,4) мощностью по 630 МВА каждый, которые, соединённые параллельно, позволяют выдавать номинальную мощность блока в сеть.

#### Электроснабжение собственных нужд
Среди потребителей надёжного питания БалАЭС имеются электродвигатели мощностью до 8000 кВт и напряжением 6 кВ, а также электродвигатели и устройства малой мощности, присоединяемые к сетям переменного тока 0,4/0,23 кВ. Цепи управления, защиты и контроля получают питание постоянным током 220, 110, 48, 24 В, поэтому в схемах электроснабжения собственных нужд предусматриваются секции надёжного питания 6 и 0,4 кВ и щиты постоянного тока. Работу этих секций обеспечивают трансформаторы собственных нужд, имеющие резерв, а также комплектные распределительные устройства и распределительные пункты.
Для системы аварийного электроснабжения предусмотрены источники автономного электроснабжения: автоматизированные дизель-генераторы и аккумуляторные батареи. Дизельных электростанций АСД-5600 мощностью 5600 кВт каждая и напряжением 6 кВ имеется по 3 на каждый энергоблок, они разворачиваются в течение 15 секунд и способны работать 240 часов в необслуживаемом режиме. Применяются свинцово-кислотные аккумуляторные батареи VARTA Vb2413(2414) и СНУ-34, 6 на каждый блок, с ёмкостью десятичасового разряда 1300—1400 А·ч у каждой батареи. Они эксплуатируются в режиме постоянного подзаряда, включаются практически мгновенно и рассчитаны на работу в течение 30 минут после потери источника электропитания. Кроме батарей в агрегат бесперебойного питания входят выпрямители, инверторы и тиристорные коммутационные устройства.

## Безопасность
По некоторым показателям, например по количеству отклонений в работе, АЭС России находятся в тройке мировых лидеров, что в немалой степени объясняется пристальным вниманием эксплуатирующей организации, органов управления и надзора. Руководство Балаковской АЭС в 2008 году заявило, что:

…безопасность атомной станции (ядерная и радиационная) является самым высоким приоритетом, превосходящим при необходимости фактор производства электроэнергии и соблюдение графика работ.

Для ведения разъяснительной работы среди населения, в том числе по вопросам безопасности, в конце 1990 года начал свою работу Центр Общественной Информации Балаковской АЭС, который был построен по инициативе директора станции П. Л. Ипатова и стал первым в стране. Актуальность создания центра объясняется тем, что Балаковская АЭС расположена в непосредственной близости от крупного населённого пункта — города Балаково.
В 2008 году безопасность БалАЭС была подтверждена на высоком международном уровне — на станции в течение 3 недель работала команда экспертов МАГАТЭ, так называемая миссия OSART, которая вернулась спустя 18 месяцев, в 2010 году, для проведения постмиссии. Результаты были названы экспертами одними из лучших в истории проведения миссий, итогом стало определение 11-ти положительных практик для распространения опыта БалАЭС на других атомных станциях мира.
Также в 1993, на первой среди российских станций, и 2003 годах на БалАЭС проходили успешные партнёрские проверки эксплуатационной безопасности экспертами другой авторитетной международной организации — ВАО АЭС.
На Балаковской АЭС регулярно проходят крупные учения и тренировки, самые масштабные проходили в 2009 году. В этих комплексных противоаварийных учениях участвовало более 900 человек и 50 единиц спецтехники, представители 19 министерств и ведомств, включая войска РХБЗ и различные подразделения МЧС. На учениях присутствовали иностранные наблюдатели из Армении, Украины, Беларуси, Франции, Китая, Южной Кореи, Германии и Финляндии, а также представители МАГАТЭ.

### Ядерная безопасность
Ядерная безопасность Балаковской АЭС обеспечивается за счёт реализации концепции глубоко эшелонированной защиты, основанной на применении:
- системы физических барьеров на пути распространения ионизирующего излучения и радиоактивных веществ в окружающую среду. К ним относятся: топливная матрица (таблетка), оболочка ТВЭЛа, граница контура теплоносителя реактора (1-го контура), герметичное ограждение реакторной установки (гермооболочка) и биологическая защита.
- системы технических и организационных мер по защите барьеров и сохранению их эффективности, а также по защите персонала, населения и окружающей среды. Эта система включает в себя 5 уровней: выбор условий размещения АЭС и предотвращение нарушений нормальной эксплуатации; предотвращение проектных аварий системами нормальной эксплуатации; предотвращение запроектных аварий системами безопасности; управление запроектными авариями; противоаварийное планирование.

Балаковская АЭС оснащена многочисленными защитными, обеспечивающими, управляющими и локализующими системами безопасности, почти все имеют по 3 независимых канала, каждый из которых самостоятельно способен обеспечивать выполнение проектных функций. Таким образом реализуется принцип резервирования. Также при создании систем безопасности использовались другие известные и ценные инженерные принципы: физического разделения каналов, разнообразия принципов работы используемого оборудования, независимости работы разных систем друг от друга. Ко всем системам безопасности применён принцип единичного отказа, в соответствии с которым функции безопасности выполняются при любом независимом от исходного события, вызвавшего аварию, отказе в системах безопасности. Некоторые из систем безопасности являются пассивными, то есть не требуют для выполнения своих функций подачи команд на включение и обеспечение снабжения энергией, а начинают работу под влиянием воздействий, непосредственно возникающих вследствие возникновения исходного события.
Ядерная безопасность достигается в том числе выполнением правил и норм этой области работниками АЭС. Также огромную роль играет принцип культуры безопасности — это важнейший и фундаментальный принцип обеспечения безопасности АЭС, которым руководствуется персонал Балаковской АЭС во всех своих действиях и взаимоотношениях, которые могут повлиять на безопасность станции.
На Балаковской АЭС многие годы ведутся крупные работы по модернизации оборудования, важного для безопасности, от небольших улучшений до десятков крупномасштабных модернизаций. Многие улучшения производились в тесном сотрудничестве с Европейским сообществом, в рамках международной программы ядерной безопасности (программы ТАСИС) было реализовано 32 проекта на сумму 23,17 млн. €. Последние крупные модернизации, ведущиеся в настоящее время — замена систем внутриреакторного контроля и сложная модернизация перегрузочных машин ядерного топлива, а также почти завершённая долговременная программа замены информационно-вычислительной системы с функцией предоставления параметров безопасности.

### Радиационная безопасность
Радиационная безопасность Балаковской АЭС, как и других АЭС России, регламентируется рядом государственных документов. Все помещения Балаковской АЭС физически разделены на зону контролируемого доступа, в которой возможно воздействие ионизирующего излучения на персонал, и зону свободного доступа, в которой такая возможность исключена. Проход из одной зоны в другую возможен только через специальные санпропускники, в которых находятся душевые, помещения для переодевания и хранения одежды и специальные приборы для контроля наличия загрязнения радиоактивными веществами. Радиационно-опасные работы проводятся только по специальным дозиметрическим нарядам.
Также радиационная безопасность обеспечивается сложной системой притяжно-вытяжной вентиляции с определённым направленным движением воздуха из зон с малым радиоактивным загрязнением в так называемые необслуживаемые помещения с высоким уровнем радиации (вплоть до создания в таких помещениях разрежения). В итоге все вентиляционные потоки поступают к дезактивационным фильтрам, а затем к вентиляционной трубе высотой 100 м. Первая ступень фильтрации осуществляется с помощью стекловолокна и ткани Петрянова (синтетический материал на основе тонковолокнистых волокон перхлорвинила), во второй ступени используются адсорбционные фильтры, состоящие из колонн, загруженных активированным углём.
Система радиационного контроля БалАЭС очень развита, разветвлена и включает в себя:
- технологический контроль, который осуществляется с помощью измерений объёмной активности: реперных радионуклидов в теплоносителе 1-го контура, характеризующих герметичность оболочек ТВЭЛов; технологических сред, в том числе до и после фильтров спецводоочистки и спецгазоочистки; радионуклидов в технологических средах или воздухе производственных помещений, связанных с оборудованием 1-го контура и характеризующих его герметичность; аэрозолей, иода-131 и инертных радиоактивных газов в необслуживаемых помещениях, вентиляционных и локализующих системах; радионуклидов, поступающих за пределы АЭС со сбросами и выбросами;
- дозиметрический контроль, включающий контроль внешнего облучения персонала; контроль внутреннего облучения персонала по поступлению и содержанию радиоактивных веществ в организме; контроль доз облучения на местности;
- контроль помещений и промплощадки, включающий контроль мощности дозы; контроль концентрации радиоактивных веществ в воздухе помещений; контроль загрязнения поверхностей помещений и оборудования;
- контроль за нераспространением радиоактивных загрязнений, который включает контроль загрязнения спецодежды персонала в санпропускниках; выборочный контроль переносными приборами загрязнения личной одежды работников на выходе из здания спецкорпуса; принудительный контроль загрязнения личной одежды на центральной проходной станции; контроль загрязнения оборудования и материалов, выносимых из зоны контролируемого доступа; контроль загрязнения оборудования и материалов покидающих территорию АЭС; контроль загрязнения транспортных средств, покидающих пределы промплощадки;
- радиационный контроль окружающей среды, включающий определение радионуклидного состава и величины активности выбрасываемых в атмосферу радиоактивных аэрозолей, изотопов иода и инертных радиоактивных газов; определение радионуклидного состава и объёмной активности радиоактивных веществ в жидких сбросах; измерение мощности дозы гамма-излучения и годовой дозы на местности в санитарно-защитной зоне и зоне наблюдения; определение объёмной активности проб объектов окружающей среды, а также продуктов питания и кормов местного производства.

Средства и оборудование для радиационного контроля Балаковской АЭС постоянно модернизируются и улучшаются, что позволяет более эффективно контролировать радиационную обстановку, учесть все пути радиационного воздействия на персонал и повысить надёжность оборудования. Результат этой планомерной работы — снижение в 2,5 раза предела дозы облучения персонала и отсутствие каких-либо радиационных инцидентов, что позволяет говорить о высоком уровне радиационной безопасности, достигнутом на БалАЭС. В 2002 году МАГАТЭ был отмечен вклад станции в совершенствование менеджмента профессионального обучения на АЭС России, частично достигнутый с помощью технического сотрудничества с международными организациями.

### Экологическая безопасность
Неконтролируемое воздействие на окружающую среду радиоактивных веществ, образующихся в процессе работы АЭС, исключено проектом. Единственным проектным нормированным источником воздействия являются выбросы через вентиляционные трубы энергоблоков и спецкорпуса, обеспечивающих вентиляцию рабочих мест персонала и технологических помещений. Для защиты окружающей среды от выбросов вредных веществ проектом предусмотрена система защитных барьеров, эффективность которых подтверждается величинами среднесуточных выбросов и данными о радиационной обстановке в районе расположения Балаковской АЭС за всё время её эксплуатации. Они меньше максимально допустимых на два-три порядка. Суммарная активность, выброшенная в атмосферу за первые 20 лет эксплуатации (до 2005 года), не достигла даже значений допустимых выбросов АЭС с ВВЭР за один год.
В соответствии с требованиями российских и международных нормативных документов на Балаковской АЭС и в районе её расположения осуществляется систематический контроль радиационной обстановки. Зона наблюдения охватывает территорию радиусом 30 км вокруг Балаковской АЭС. Санитарно-защитная зона составляет 2,5-3 км. Содержание радионуклидов в объектах внешней среды, радиационная обстановка во всех населённых пунктах зоны наблюдения и в городе Балаково, объёмная радиоактивность воды пруда-охладителя АЭС и реки Волги находятся в пределах средних величин, характерных для Европейской части территории России. Это позволяет сделать вывод, что за время своей эксплуатации Балаковская АЭС не оказывала влияния на окружающую среду. Экологический мониторинг состояния наземных и водных экосистем в районе расположения БалАЭС проводится ФГУ «ГосНИИЭНП» (г. Саратов).
Контроль мощности дозы гамма-излучения на местности осуществляется расположенными в различных местах 30-километровой зоны наблюдения 22 мониторинговыми станциями автоматизированной системы контроля радиационной обстановки (АСКРО), результаты измерений которой доступны онлайн. На Балаковской АЭС АСКРО состоит из двух независимых систем, российской «Атлант», разработанной НПП «Доза», и немецкой «SkyLink», произведённой фирмой «Genitron Instruments» и полученной в рамках проекта ТАСИС. За разработку и внедрение этой системы коллектив авторов, в который входили несколько руководителей Балаковской АЭС, стал лауреатом премии Правительства РФ в области науки и техники.
Другим крупным примером совершенствования экологической безопасности Балаковской АЭС можно назвать ввод в работу в 2002 году уникального центра обработки твёрдых радиоактивных отходов, который был построен и оборудован в сотрудничестве с немецкой фирмой RWE NUKEM и позволил комплексно решить проблему радиоактивных отходов на БалАЭС, уменьшив объёмы их хранения на станции в несколько раз.
В 2005 году Балаковская АЭС стала первым предприятием в России, сертифицировавшим систему экологического менеджмента в системе международной сертификационной сети IQNet на соответствие международному стандарту ISO14001: 2004 и успешно проходит периодические ресертификационные аудиты данной системы, что характеризует соответствие её показателей экологической безопасности международному уровню.
В 2006 году руководство станции декларировало:

«Балаковская АЭС» […] определяет главным приоритетом экологическую безопасность, охрану окружающей среды, здоровья населения и персонала.

В 2007 году последовательная и открытая политика Балаковской АЭС в области экологии получила признание — предприятие было признано победителем 3-го Всероссийского смотра-конкурса «Лидер природоохранной деятельности в России», проведённого при поддержке Совета Федерации, Государственной думы, министерств и ведомств РФ, а также ведущих экологических общественных организаций.

### Пожарная безопасность
Пожарная безопасность Балаковской АЭС регламентируется как рядом общегосударственных документов России, так и специфическими отраслевыми документами.
Балаковская АЭС имеет большую и разветвлённую противопожарную систему, состоящую из мощных пожарных насосов, имеющих резерв, протяжённых трубопроводов, множества пожарных извещателей и установок автоматического пожаротушения во всех пожароопасных помещениях, включая труднодоступные и необслуживаемые. Также сооружения и оборудование станции разделяются большим количеством огнепреградительных поясов и клапанов, специальных противопожарных дверей и других конструкций, здания имеют эвакуационные выходы и специальную систему вентиляции для подпора воздуха на лестничных клетках, которая обеспечивает их незадымление. В непрерывном дежурстве находится часть пожарной охраны ПЧ-23, находящаяся на территории АЭС, бойцы которой способны оказаться в любом её месте за несколько минут.
На БалАЭС постоянно реализуются мероприятия, направленные на повышение пожарной безопасности, эффективность которых высоко оценивается надзорными органами. Последние крупные улучшения — замена трансформаторов тока ТФРМ-500 на SAS-500 производства фирмы «Trench» (Германия) c усовершенствованной пожаровзрывобезопасностью и масштабные работы по усилению огнезащиты металлоконструкций машинных залов.
На Балаковской АЭС регулярно проводятся успешные противопожарные учения с привлечением большого числа сотрудников МЧС и других ведомств, вплоть до сил и средств всех пожарных частей города Балаково, разнообразной пожарной спецтехники, медицинских служб, работников станции, в том числе состоящих в специально организованных аварийно-спасательных формированиях.
Также можно отметить ежегодные соревнования добровольных пожарных дружин, составленных из персонала различных подразделений станции, в которых участвуют по несколько десятков команд, сотни работников. Наличие на Балаковской АЭС хорошо обученных добровольных пожарных дружин является одним из важных факторов обеспечения пожарной безопасности предприятия.

## История строительства
Ещё в 70-е годы в Поволжье приступили к выбору территории для будущей атомной станции, первоначально именовавшейся Приволжской.
Торжественная закладка символического первого камня в основание будущей АЭС состоялась 28 октября 1977 года. На тот момент в регионе интенсивно развивалась промышленность, что вызывало необходимость в строительстве мощной электростанции. Возведение непосредственно самой станции началось в 1980 году, строительство транспортных и инженерных коммуникаций началось с октября 1977 года.
Технико-экономическое обоснование строительства станции и разработку проекта по заданию Минэнерго СССР выполняло Уральское отделение института «Теплоэлектропроект».
Главным подрядчиком строительства стало управление «Саратовгэсстрой», возглавляемое А. И. Максаковым, которое имело к тому времени большой опыт возведения крупных промышленных объектов — Саратовской ГЭС, нескольких крупных химических предприятий города Балаково. В качестве субподрядчиков на возведении станции работало множество специализированных трестов и управлений — «Гидроэлектромонтаж», «Волгоэнергомонтаж», «Спецгидроэнергомонтаж», «Гидромонтаж», «Волгопромвентиляция» и другие.
Стройка была объявлена всесоюзной ударной комсомольской и получила большое освещение в советских средствах массовой информации, в том числе газете «Известия» и программе «Время». Благодаря этому на строительство съезжалось множество добровольцев-строителей со всей страны, только по комсомольским путёвкам — около 500 человек. В сборке турбин участвовала высококлассная бригада (12 человек) из Болгарии, которая приобретала дополнительный опыт для монтажных работ на 5-м и 6-м энергоблоках АЭС Козлодуй. Специалисты, которые курировали работы, а в дальнейшем эксплуатировали станцию, прибывали со всех построенных на тот момент АЭС СССР. Максимальное количество строителей достигало почти 8 000 человек.
При строительстве была достигнута максимальная индустриализация монтажа строительных конструкций, сооружение велось укрупнёнными блоками и армблоками полной заводской готовности. При этом использовалась технология так называемого «поточного строительства» — виды работ, заканчивающиеся на одном энергоблоке, тут же начинались на следующем, обеспечивая непрерывность процесса. Широко использовались новейшие технологии и механизмы, в некоторых случаях специально разработанные для этого строительства. Например, уникальный козловой кран К2х100/190/380 грузоподъёмностью 380 тонн, разработанный «Волгоэнергомонтажем» и построенный на Запорожском энергомеханическом заводе, который позволил осуществлять поярусный монтаж защитной оболочки энергоблоков и устанавливать металлоконструкцию купола в полном сборе.
По титулу Балаковской АЭС были построены жилые микрорайоны (11481 квартира общей площадью 541,5 тыс. м²), три школы и одиннадцать детских садов, многочисленные учреждения культуры и спорта, магазины и предприятия общественного питания — практически треть 200-тысячного города. Всего на строительство социальной инфраструктуры города и района было потрачено 184,195 млн. рублей (в ценах 1991 года).
Незадолго до пуска первого энергоблока случилась авария с человеческими жертвами. 22 июня 1985 года во время его горячей обкатки в результате ошибочных действий наладочного персонала первый контур, имевший на тот момент температуру 270 °C и давление 160 кгс/см², был объединён с частью низкого давления системы аварийно-планового расхолаживания, в результате чего произошло разрушение её предохранительных клапанов и истечение пара с высокими параметрами в помещения гермооболочки, где находились монтажники и работники реакторного цеха, 14 человек погибли.
Первый энергоблок был пущен 12 декабря 1985, первый промышленный ток он дал 24 декабря. Акт о приёмке законченного строительством пускового комплекса первого энергоблока станции был подписан Государственной приёмочной комиссией 28 декабря 1985 года. Второй энергоблок запущен 10 октября 1987, третий — 28 декабря 1988.
Строительство первой очереди было завершено пуском четвёртого энергоблока 12 мая 1993. Энергоблок № 4 стал первым, введённым в эксплуатацию в России после распада СССР, и на 8 лет, до пуска 1-го блока Ростовской АЭС, единственным. Большую роль в этом сыграл директор станции Павел Леонидович Ипатов, сумевший закончить начатое ещё в 1983 году строительство при отсутствии реальных денежных средств из-за тотальных неплатежей и отмене плановой системы поставок материалов и оборудования.

### Хронология возведения
1977 год
- 28 октября. Закладка символического первого камня в основание станции.

1980 год
- Август. Из котлована первого реакторного отделения извлечён первый кубометр грунта
- Сентябрь. В основание реакторного отделения уложен первый бетон. Введён в строй первый объект — столовая.
- Ноябрь—декабрь. Монтаж стального каркаса фундаментной плиты и начало её бетонирования.

1981 год
- Февраль. Начат монтаж блок-ячеек первого реакторного отделения.
- Апрель—май. Закончено бетонирование фундамента реакторного отделения и начато машзала.
- Октябрь. Завершён монтаж первого яруса реакторного отделения.
- Ноябрь. Готов котлован под второй энергоблок.

1982 год
- Январь. Начало монтажа блок-ячеек реакторного отделения второго блока
- Сентябрь. На строительной площадке запущен мощный бетоно-укладочный комплекс.

1983 год
- Сентябрь. Начата сборка уникального крана грузоподъёмностью 380 тонн.
- Октябрь. На станцию прибыла из Харькова первая турбина.

1984 год
- Февраль. Установка опорной фермы реактора. На станцию из Волгодонска прибыл первый реактор.
- Апрель. Установлена шахта реактора.

- Июнь. Смонтирован первый корпус реактора. Готов первый объект пускового комплекса — объединённый вспомогательный корпус.
- Июнь. Закончен пятый ярус гермооболочки первого реакторного отделения. Начата сварка трубопроводов его главного циркуляционного контура.
- Август. Закончено сооружение подводящего канала от пруда-охладителя. Установлен купол первого энергоблока.
- Сентябрь. Поставлено под напряжение открытое распределительное устройство. Закончено испытание полярного крана. Введена в работу этажерка электротехнических устройств.
- Октябрь. Начат монтаж внутрикорпусных устройств первого реактора.
- Ноябрь. Завершено бетонирование верхней части гермооболочки и купола реакторного отделения. Готов главный циркуляционный контур.

1985 год
Натяжение пучков гермооболочки первого блока. Циркуляционная промывка реактора и первого контура. Горячая обкатка оборудования. Пневмоиспытание гермооблочки. Осуществлён входной контроль ядерного топлива. Испытание турбины. Введён в работу спецкорпус.
28 декабря — принят в работу первый энергоблок.
1993 год
12 мая началась опытная эксплуатация 4-го энергоблока. Окончательно принят в работу — 22 декабря.

### Вторая очередь
Пятый и шестой энергоблоки той же конструкции, что и уже действующие на станции. Возведение пятого энергоблока началось в апреле 1987 года, шестого — в мае 1988. Завершение их строительства подразумевало также соответствующее расширение вспомогательных объектов первой очереди. В 1992 году энергоблоки постигла участь многих АЭС бывшего СССР, строительство было законсервировано постановлением Правительства Российской Федерации, строительные работы к этому времени были выполнены на 60 % (5-й блок) и 15 % (6-й блок). В 1993 году в Балаково прошёл референдум, на котором 72,8 % жителей проголосовало против строительства 5-го и 6-го энергоблоков.

### Достройка блоков 5 и 6
5 и 6 блоки были законсервированы в 1992 году. 25 апреля 1993 года в Балаково проведён референдум, на котором против продолжения строительства блоков высказалось 70 % участвовавших в голосовании. Степень готовности 5 и 6 энергоблоков АЭС — 70 и 15 процентов соответственно.
В 2001 году губернатор Саратовской области Дмитрий Аяцков и министр по атомной энергии Александр Румянцев озвучили планы по возобновлению строительства двух энергоблоков. К 2005 году был разработан и утверждён проект достройки. В ноябре 2005 года Ростехнадзор утвердил положительное заключение государственной экологической экспертизы проекта строительства 5-го и 6-го энергоблоков Балаковской АЭС. Однако дальше подготовительных работ и контроля фактического состояния блока дело не сдвинулось.
В 2007 году затянувшееся начало реализации проекта получило новый импульс — компания Русал объявила о грандиозных планах постройки в г. Балаково крупнейшего в мире алюминиевого завода, который должен был увеличить производство компании на четверть. Для обеспечения электроэнергией этого энергоёмкого производства в планах значилась достройка второй очереди БалАЭС. Общая стоимость проекта оценивалась в 10 млрд $, из которых Русал готов был инвестировать 6-7. По прогнозам компании срок окупаемости проекта составил бы 15 лет. Выбор места для строительства завода представители компании объяснили наличием развитой транспортной и энергетической инфраструктуры и промышленных мощностей для размещения производства комплектующих, а также близость к Казахстану с его источниками сырья для производства алюминия. В октябре 2007 года Правительством Саратовской области и Русалом было подписано двухстороннее соглашение о реализации проекта, в 2008 году к соглашению присоединился Росэнергоатом, при этом окончание строительства было запланировано на 2014—2015 годы. Однако финансовый кризис 2008—2009 года не позволил осуществиться этим планам, в 2009 году концерном «Росэнергоатом» было объявлено о заморозке проекта в связи с неблагоприятной рыночной конъюнктурой и текущей финансовой ситуации в Русале, при этом в самом Русале заявили, что не отказываются от перспективных проектов, но «в связи с изменившимися рыночными условиями пересматривают сроки реализации некоторых из них». Многие аналитики при этом высказали сомнения в дальнейшем участии Русала в проекте, однако правительство Саратовской области не собирается отказываться от масштабных планов, утверждая, что подготовка к строительству продвигается.
В 2014 году губернатор региона озвучил желание достроить блоки. Предложения об этом были направлены в Минэнерго и «Росатом». В 2015 году достройка блоков была признана нецелесообразной. В качестве одной из причин такого решения называлось низкое потребление электроэнергии в Поволжье. Принято решение о начале демонтажа некоторых конструкций в связи с их аварийным состоянием и проведении текущих консервационных мероприятий.

## Работа станции
Балаковская АЭС относится к числу крупнейших и современнейших предприятий энергетики России, она обеспечивает четверть производства электроэнергии в Приволжском федеральном округе, три четверти — в Саратовской области и является одним из крупнейших налогоплательщиков Саратовской области и крупнейшим (19 %) — Балаковского муниципального района.
По основным регионам продукция станции распределяется следующим образом:
| Регион   | Доля поставок продукции |
| -------- | ----------------------- |
| Поволжье | 76 %                    |
| Центр    | 13 %                    |
| Урал     | 8 %                     |
| Сибирь   | 3 %                     |

Станция — признанный лидер атомной энергетики России, она 16 раз удостаивалась звания «Лучшая АЭС России» с 1995 года, в том числе по результатам работы в 2018 году. В 2001, 2004 и 2006 годах входила в число победителей конкурса правительства РФ «Российская организация высокой социальной эффективности» в номинациях «Условия и охрана труда», «Охрана здоровья и безопасные условия труда» и «Ресурсосбережение и экология» соответственно. В 2004 году — лауреат премии «Российский Национальный Олимп» в номинации «Большой бизнес. Топливно—энергетический комплекс». С 2007 года — победитель конкурса «Лидер природоохранной деятельности в России».

### Показатели работы и достижения
| Год  | КИУМ,% | Энерговыработка, кВт·ч | «Лучшая АЭС России» | Международные рейтинги                                                      |
| 2018 | 90,93  | 31 млрд. 861           | I место             |                                                                             |
| 2017 | 91,31  | 31 млрд. 995           | I место             |                                                                             |
| 2016 | 95,66  | 33 млрд. 611           | I место             |                                                                             |
| 2015 | 93,46  | 32 млрд. 748           |                     |                                                                             |
| 2014 | 85,1   | 29 млрд. 819           | I место             |                                                                             |
| 2013 | 91,3   | 31 млрд. 985           | I место             |                                                                             |
| 2012 | 90,13  | 31 млрд.667            | I место             |                                                                             |
| 2011 | 92,5   | 32 млрд.400            | I место             |                                                                             |
| 2010 | 90,5   | 31 млрд.700            |                     |                                                                             |
| 2009 | 89,32  | 31 млрд.299            | I место             |                                                                             |
| 2008 | 89,29  | 31 млрд.373,5          | I место             | БалАЭС-4 — 19-й в мире («TOP-50 Units by Capacity Factor», Nucleonics week) |
| 2007 | 85,51  | 29 млрд.963,3          | I место             | БалАЭС-3 — 12-й в мире («2007 Composite Index — 400+ units», WANO)          |
| 2006 | 86,79  | 30 млрд.412,2          | I место             |                                                                             |
| 2005 | 82,09  | 28 млрд.765            | I место             |                                                                             |
| 2004 | 83,23  | 29 млрд.242,9          |                     |                                                                             |
| 2003 | 82,11  | 28 млрд.769,9          | I место             |                                                                             |
| 2002 | 79,99  | 28 млрд.027            |                     |                                                                             |
| 2001 | 80,13  | 28 млрд.077,8          |                     |                                                                             |
| 2000 | 78,12  | 27 млрд.448,8          | I место             |                                                                             |
| 1999 | 58,2   | 20 млрд.394,6          | I место             |                                                                             |
| 1998 | 54,42  | 19 млрд.068,5          |                     |                                                                             |
| 1997 | 46,96  | 16 млрд.454,1          |                     |                                                                             |
| 1996 | 51,1   | 17 млрд.955,1          |                     |                                                                             |
| 1995 | 38,5   | 13 млрд.489,2          | I место             |                                                                             |

### Модернизации и повышение эффективности
Постоянный рост показателей работы Балаковской АЭС был достигнут благодаря кропотливой и планомерной работе по модернизации оборудования, улучшению качества ремонтов, повышению квалификации персонала и совершенствованию эксплуатационных процедур.
Крупные модернизации проводились на БалАЭС с 90-х годов, к ним можно отнести:
- перевод аналоговых регуляторов турбинного отделения на цифровые, благодаря которому значительно сократилось число отказов и отключений оборудования;
- оптимизация схемы регенерации высокого давления на турбине, что повысило надёжность подогревателей высокого давления;
- модернизация проточной части цилиндра высокого давления турбины, что повысило КПД и КИУМ энергоблоков;
- внедрение системы шарикоочисток конденсаторов турбин и турбопитательных насосов, самоотмывных фильтров техводы, — системы и оборудование компании Taprogge[англ.][163] (Германия), а также нанесение защитного покрытия на трубные доски конденсаторов.

В 2000-х годах за счёт оптимизации процесса проведения планово-предупредительных ремонтов удалось значительно сократить их продолжительность, что, однако, никоим образом не сказалось на их качестве, о чём говорит надёжная работа энергоблоков. В результате удалось добиться увеличения КИУМа.
В то же время непрерывно совершенствовалась безопасность. Крупнейшие модернизации, которые реализованы на большинстве энергоблоков и находящиеся в стадии завершения:
- замена управляющей системы безопасности — аппаратуры аварийной и предупредительной защиты, включающей аппаратуру контроля нейтронного потока, проводящаяся ЗАО «СНИИП—СистемАтом»[165], которая расширила возможности и увеличила надёжность этой системы[166][167];
- серьёзная модернизация систем внутриреакторного контроля, проводящаяся Курчатовским институтом[168][169];
- замена информационно-вычислительной системы с функцией предоставления параметров безопасности компаниями «Data Systems&Solutions»[170] (Великобритания) и «Baltijos informacines sistemos»[171] (Литва), самая масштабная модернизация в рамках проекта ТАСИС[172];
- модернизация перегрузочных машин ядерного топлива, осуществляемая ЗАО «Диаконт»[173], которая позволила значительно повысить надёжность этого оборудования и сократить время перегрузки топлива[174].

В 2018 году произведён восстановлительный отжиг корпуса 1-го энергоблока, который позволяет продлить срок его эксплуатации на 23 года (с экономическим эффектом 161 млрд руб.). Процесс связан с тем, что при работе реактора в результате нейтронного облучения сталь и сварные швы корпуса становятся хрупкими, уменьшается прочность корпуса. Отжиг позволяет частично обратить эти процессы. На реакторах типа ВВЭР-1000 отжиг производился впервые, до этого процедуру проходили только ВВЭР-440.

### 18-месячный топливный цикл
Один из наиболее эффективных способов увеличения выработки электроэнергии и повышения КИУМ — увеличение продолжительности кампании ядерного реактора, работы в этом направлении велись на Балаковской АЭС многие годы. С улучшением конструкции ядерного топлива (см. раздел «Развитие конструкции ядерного топлива») переход на 18-месячный топливный цикл стал возможен и в настоящее время постепенно реализуется.
Суть этого крупного технико-экономического новшества (для ядерной энергетики России) в том, что перегрузки топлива стали осуществлять реже, чем раз в год, при полной его реализации перегрузки будут совершаться раз в 1,5 года, соответственно реактор дольше работает без остановок, увеличивается его энерговыработка и КИУМ. Межремонтные периоды при этом соответственно удлиняются, возможность этого научно и технически обоснована.
Последняя разработка компании ТВЭЛ, уже применяющаяся в промышленной эксплуатации — тепловыделяющая сборка ТВС-2М, которая создана для осуществления кампании продолжительностью около 510 эфф.суток. В 2010 году на БалАЭС реализовывались кампании с планируемой длительностью 420—480 эфф.суток, что является решающим переходным этапом к 18-месячному топливном циклу.

### Увеличение мощности
Начиная с 2008 года, Балаковской АЭС реализуется также другой способ увеличения энерговыработки и КИУМ — повышение тепловой мощности энергоблоков сверх номинальной, ставшее возможным благодаря многочисленным модернизациям оборудования АЭС и используемого ей топлива. Разработчиком проекта, главным конструктором реакторной установки (ОКБ «Гидропресс»), с участием научного руководителя (РНЦ «Курчатовский институт») и разработчиком ТВЭЛа (ВНИИНМ) были выполнены работы по корректировке технического проекта. По результатам была обоснована безопасная эксплуатация 2-го энергоблока на уровне мощности 3120 МВт, то есть 104 % от номинальной. При проведении этой работы все её участники придерживались строго консервативного подхода, возможность повышения мощности определялась с учётом требований безопасности как РФ, так и МАГАТЭ. В 2008 году Ростехнадзор одобрил подход разработчиков проекта к обоснованию безопасности испытаний и эксплуатации и выдал разрешение на опытно-промышленную эксплуатацию 2-го блока Балаковской АЭС на уровне тепловой мощности 104 % от номинальной. В 2009 году учёные Российской академии наук одобрили опыт по повышению установленной мощности энергоблоков с реакторами типа ВВЭР-1000 и дали положительную оценку этому процессу.
Опытная эксплуатация на 104 % мощности с сентября 2008 года впервые в России велась на 2-м энергоблоке Балаковской АЭС. При этом все технологические параметры согласовались с расчётными данными и удовлетворяли требованиям безопасности, что позволило распространить эту практику на других энергоблоках России.
За последующие 2 года мощность была поднята до 104 % на всех энергоблоках Балаковской АЭС, а также 1-го энергоблока Ростовской АЭС, 1-го энергоблока Кольской АЭС, 2-го энергоблока Курской АЭС и 2-го энергоблока Ленинградской АЭС. До конца 2010 года Росэнергоатом планирует повысить мощность всех действующих АЭС России, кроме 5-го блока Нововоронежской АЭС.
В дальнейшем концерн планирует увеличение мощности до 7-10 % от номинальной, пилотным для осуществления этого проекта выбран 4-й блок Балаковской АЭС.

## Персонал и руководство
Должность директора АЭС с 2016 года до 2023 года занимал Валерий Николаевич Бессонов (с 2009 по 2016 год главный инженер станции), сменивший на этом посту Виктора Игоревича Игнатова (с 2005 года, а с 1990 по 2005 год главный инженер станции), который в свою очередь сменил Павла Леонидовича Ипатова (с 1989 года, с 1985 по 1989 — главный инженер), в марте 2005 года назначенного губернатором Саратовской области. 25 декабря 2023 года директором АЭС был назначен Юрий Михайлович Максимов.
Директора и главные инженеры Балаковской АЭС:
| Период     | Директор       | Период     | Главный инженер |
| ---------- | -------------- | ---------- | --------------- |
| 2023-н. в. | Максимов Ю. М. | 2022-н. в. | Свежинцев Ю. В. |
| 2016—2023  | Бессонов В. Н. | 2016—2022  | Романенко О. Е. |
| 2005—2016  | Игнатов В. И.  | 2009—2016  | Бессонов В. Н.  |
| 1989—2005  | Ипатов П. Л.   | 2005—2009  | Шутиков А. В.   |
| 1982—1989  | Маслов В. Е.   | 1990—2005  | Игнатов В. И.   |
| 1977—1982  | Шутюк Д. Т.    | 1989—1990  | Самойлов Б. С.  |
|            |                | 1985—1989  | Ипатов П. Л.    |
|            |                | н.д.—1985  | Плохий Т. Г.    |

Общая численность персонала станции около 4,5 тыс. человек. Примерное распределение по образованию:
| Образование                     | %      |
| ------------------------------- | ------ |
| Высшее (в том числе неполное)   | 37 (1) |
| Среднее профессиональное        | 26     |
| Начальное профессиональное      | 16     |
| Среднее (в том числе начальное) | 21 (2) |

квалификации:
| Квалификация | %  |
| ------------ | -- |
| Руководители | 14 |
| Специалисты  | 25 |
| Служащие     | 3  |
| Рабочие      | 58 |

Специалистов для работы на Балаковской АЭС, в основном, готовят следующие ВУЗы:
- Саратовский государственный технический университет
- Обнинский институт атомной энергетики
- Московский энергетический институт
- Ивановский государственный энергетический университет
- Нижегородский государственный технический университет
- Балаковский инженерно-технологический институт
- Московский государственный технический университет имени Н. Э. Баумана
- Томский политехнический университет
- Самарский государственный технический университет
- Уральский государственный технический университет
- Воронежская государственная лесотехническая академия
- Государственный университет управления
- Саратовский государственный университет имени Н. Г. Чернышевского

## Учебно-тренировочный центр
Атомная энергетика предъявляет высокие требования к уровню подготовки персонала, особенно ведущему основные технологические процессы по управлению энергоблоком, осуществляющему ремонтные и пусконаладочные работы. Обеспечить необходимый для безопасной работы высокий уровень технических знаний, приверженности правилам безопасности, готовности к действиям в нештатных ситуациях возможно только при высокой квалификационной подготовленности персонала, которая достигается профессиональным обучением, как на рабочих местах, так и в специальном учебно-тренировочном центре.
Центр занимает два корпуса общей площадью 9000 м², в которых размещены 37 учебных классов различного назначения, 18 учебных лабораторий, техническая библиотека и архив с большим количеством технической документации.
Все инструкторы центра — квалифицированные специалисты с высшим образованием по специальности и большим опытом работы в производственных подразделениях Балаковской АЭС, в том числе на руководящих должностях. Их высокий профессиональный уровень подтверждается работой в качестве экспертов в ряде международных проектов МАГАТЭ, ВАО АЭС, на АЭС Ирана, Китая, Индии.
Для обучения оперативного персонала, управляющего блоком, учебно-тренировочный центр оснащён полномасштабным тренажёром Блочного Щита Управления, функционально-аналитическим тренажёром и полномасштабным тренажёром Резервного Щита Управления. Первый был создан ещё в 1993 году, работы по его модернизации и созданию двух других тренажёров велись в период по 2000 год, в реализации этого проекта принимали участие как российские (Росэнергоатом, ВНИИАЭС, Балаковская АЭС), так и американские специалисты из Министерства энергетики США, Тихоокеанской северо-западной и Брукхейвенской национальных лабораторий.
Тренажёры чрезвычайно важны для оперативного персонала, на них проходит обучение с очень обширной тематикой: пуски и остановы энергоблока, весь набор нарушений нормальной эксплуатации, режимы проектных и запроектных аварий, в том числе по сценариям, разработанным на основе реально происходивших отказов и аварий на АЭС всего мира. Также полномасштабный тренажёр используется для проведения экзаменов оперативного персонала по управлению блоком станции, в том числе при получении разрешений Ростехнадзора России на право ведения работ в области использования атомной энергии.
Для практического обучения ремонтного персонала используются 15 лабораторий и мастерских, оснащённых макетом верхнего блока реактора, тренажёром пульта управления перегрузочной машиной, образцами различного оборудования, диагностическими стендами и другими техническими средствами обучения.
Широкое применение при подготовке персонала находит мировой опыт, например, с 1993 по 1997 год в рамках международной программы по ядерной безопасности на Балаковской АЭС совместно со специалистами Sonalysts Inc. (США) было разработано 12 программ подготовки персонала, в дальнейшем опыт разработки таких программ был передан коллегам с других АЭС России, Литвы (Игналинская АЭС), Армении (Армянская АЭС).
В учебно-тренировочном центре Балаковской АЭС проходят подготовку не только её работники, но и ряда других атомных станций России, а также зарубежные атомщики, например, оперативный персонал АЭС Бушер (Иран), Тяньвань (Китай) и Куданкулам (Индия); собираются обучать персонал для своей будущей АЭС коллеги из Беларуси.

## Международная деятельность
Большую часть своей истории Балаковская АЭС сотрудничает со множеством зарубежных партнёров, международная деятельность осуществляется в рамках международных программ ядерной безопасности и программ международного научно-технического сотрудничества, в которые входят международный обмен опытом, участие в конференциях и семинарах по приобретению положительного опыта в вопросах повышения надёжности, безопасности и эффективности работы станции, обучение персонала и другие сферы деятельности.
Из крупных международных организаций Балаковская АЭС активно сотрудничает в различных направлениях с МАГАТЭ и ВАО АЭС, также имелись контакты с VGB PowerTech. В 2008 году (постмиссия в 2010) МАГАТЭ проводилась проверка эксплуатационной безопасности Балаковской АЭС, так называемая миссия OSART. В 1993 (постмиссия в 1995) и 2003 (постмиссия в 2005) — партнёрские проверки ВАО АЭС. Специалисты БалАЭС также участвуют в качестве экспертов по линии ВАО АЭС в партнёрских проверках на других АЭС мира, например, на АЭС Козлодуй, Южноукраинской АЭС, АЭС Олдбури.
Крупные электрогенерирующие компании, наиболее тесно сотрудничающие с Балаковской АЭС — EDF (Électricité de France, Франция), RWE (Rheinisch-Westfälisches Elektrizitätswerk, Германия), Areva NP (Франция-Германия), НАЭК Энергоатом (Украина), JNPC (Jiangsu Nuclear Power Corporation, Китай).
Кроме сотрудничества с организациями, эксплуатирующими АЭС, станция является прямым партнёром нескольких АЭС. Наиболее долгие и тесные контакты сложились с АЭС Библис, в 2010 году исполнилось 20 лет плодотворному и широкому сотрудничеству с этой немецкой станцией. Другим важным партнёром Балаковской АЭС продолжительное время являлись французская АЭС Палюэль. В последние годы станция также активно сотрудничала с китайской АЭС Тяньвань, успешно развивались партнёрские отношения Запорожской АЭС. В разного рода контакты Балаковская АЭС входила и с другими АЭС как вышеприведённых стран, так и с АЭС Болгарии, Чехии, Словакии, Испании, Великобритании, Швейцарии, Ирана, Индии и других стран.
На Балаковской АЭС практически завершена долговременная и масштабная программа инвестиционно-технической помощи Европейского Союза странам Восточной Европы (ТАСИС), она реализовывалась с 1992 года и близка к завершению в связи с повышением уровня экономики России и её атомной энергетики. За эти годы на Балаковской АЭС было реализовано 32 проекта ТАСИС на общую сумму 23,17 млн €. В их рамках поставлялось как новое оборудование, так и запасные части к оборудованию, установленному на АЭС при строительстве. В поставках, монтаже и наладке участвовали компании: Taprogge, Delta-Test, Bopp&Reuther, Siemens, Sempell, Balduf, Bosch Telecom (подразделение Bosch), VARTA, Unislip — Германия; TECHNOS, Sebim (подразделение WEIR), MGP Instruments (подразделение MIRION) — Франция; Data Systems&Solutions (в настоящее время подразделение Rolls-Royce) — Великобритания, а также некоторые другие компании.